# Jugulator
Jugulator – trzynasty album zespołu Judas Priest. Został wydany 16 października 1997 roku nakładem wytwórni SPV. Jest to pierwszy album z innym wokalistą – Timem Owensem.
Według danych z kwietnia 2002 album sprzedał się w nakładzie 108,174 egzemplarzy na terenie Stanów Zjednoczonych.

## Lista utworów
1. "Jugulator" - 5:50
2. "Blood Stained" - 5:26
3. "Dead Meat" - 4:44
4. "Death Row" - 5:04
5. "Decapitate" - 4:39
6. "Burn in Hell" - 6:42
7. "Brain Dead" - 5:24
8. "Abductors" - 5:49
9. "Bullet Train" - 5:11
10. "Cathedral Spires" - 9:12

## Twórcy
- Tim Owens – wokal
- K.K. Downing – gitara
- Glenn Tipton – gitara
- Ian Hill – gitara basowa
- Scott Travis – perkusja